# Raka (Słowenia)
Raka – wieś w Słowenii, w gminie Krško. W 2018 roku liczyła 334 mieszkańców.